# Удетин
Удетин је насељено мјесто у општини Двор, у Банији, Сисачко-мославачка жупанија, Република Хрватска.

## Историја
Удетин се од распада Југославије до августа 1995. године налазио у Републици Српској Крајини.

## Становништво
Насеље је према попису становништва из 2011. године имало 45 становника.
| Националност       | 1991. | 1981. | 1971. | 1961. |
| Срби               | 124   | 118   | 171   | 239   |
| Југословени        |       | 9     |       |       |
| Мађари             |       |       |       | 1     |
| остали и непознато | 1     | 1     | 1     |       |
| Укупно             | 125   | 128   | 172   | 240   |

| Демографија | Демографија | Демографија |
| Година      | Становника  | Становника  |
| ----------- | ----------- | ----------- |
| 1961.       | 240         |             |
| 1971.       | 172         |             |
| 1981.       | 128         |             |
| 1991.       | 125         |             |
| 2001.       | 76          |             |
| 2011.       |             | 45          |